# Long Island, Newfoundland (Notre Dame Bay)
Long Island är en ö i Kanada.   Den ligger i provinsen Newfoundland och Labrador, i den östra delen av landet, 1 600 km öster om huvudstaden Ottawa. Ön ligger i bukten Notre Dame Bay.